# Солер, Тьери
Тьери́ Соле́р (фр. Thierry Solère; род. 17 августа 1971, Нант) — французский политик, член партии «Вперёд, Республика!».

## Биография
Изучал бизнес и право, сделал карьеру как консультант по вопросам стратегии и связей с общественностью. Занявшись политикой, в 2001—2011 годах являлся заместителем мэра Булонь-Бийанкура. С 2004 по 2015 год — депутат генерального совета департамента О-де-Сен и заместитель его председателя (в 2013 году вступил в Союз за народное движение).
В 2012 году во втором туре парламентских выборов избран как беспартийный правый в Национальное собрание по 9-му округу департамента О-де-Сен с результатом 39,35 % против 38,41 % у кандидата СНД Клода Геана и 22,24 % — у социалистки Мартин Эвен (Martine Even).
3 марта 2017 года объявил о выходе из президентской кампании Франсуа Фийона, которую активно поддерживал с ноября 2016 года и являлся пресс-секретарём кандидата.
В июне 2017 года переизбран в парламент в прежнем округе, будучи кандидатом от партии «Республиканцы». Получил во втором туре 56,53 % голосов, а его соперница — беспартийная правая Мари-Лора Годен (Marie-Laure Godin) — 43,47 %.
После выборов вошёл во фракцию «конструктивных», которая объединила представителей правых партий, поддерживающих политику президента Макрона в парламенте. Тем не менее, 28 июня 2017 года как член партии «Республиканцы» избран квестором Национального собрания (должность, которую обычно занимает представитель крупнейшей оппозиционной партии).
31 октября 2017 года Политическое бюро «Республиканцев» приняло решение об исключении из партии лиц, вошедших во второе правительство Эдуара Филиппа, а также Солера и лидера фракции «конструктивных» Франка Ристера.
25 ноября 2017 года Солер и некоторые из других исключённых объявили о вступлении в правящую партию «Вперёд, Республика!». Отверг требования республиканцев освободить должность квестора и отказался подавать в отставку.
19 декабря 2017 года объявил, что официально освободит занимаемую им должность 16 января, в день выборов новых квесторов.
16 января 2018 года новым квестором от республиканцев избран Эрик Сьотти.
11 июля 2018 года Бюро Национального собрания единогласно лишило Солера депутатской неприкосновенности по запросу прокуратуры Нантера, обвиняющей его в уклонении от уплаты налогов. 17 июля он взят под стражу.
11 октября 2019 года прокурор Республики в Нантере сообщил, что три следственных судьи обвинили Солера в совершении противоправных действий. Помимо уклонения от уплаты налогов, это присвоение государственных средств с использованием должностных полномочий, сокрытие факта разглашения профессиональной тайны (по этому делу уже осуждён бывший министр юстиции Юрвоас, передавший Солеру сведения о ведущемся расследовании), использование незаконного влияния в отношении четырёх частных компаний, сокрытие злоупотреблений в отношении государственной собственности, сокрытие злоупотребления доверием, незаконное финансирование избирательных кампаний (обвинения относятся к периоду 2003—2017 годов).

## Награды
Указом президента Франции от 7 мая 2007 года Солер награждён степенью кавалера национального ордена «За заслуги».